# Perfecto González
Perfecto González Fernández (Pumarabín, San Martín del Rey Aurelio, 9 de diciembre de 1878 - Gijón, 2 o 4 de febrero de 1942) fue un zapatero y político de Asturias, España, miembro del Partido Socialista Obrero Español (PSOE) que durante la Segunda República fue vicepresidente de la Diputación provincial de Oviedo.
Presidió la agrupación socialista de La Vega en 1919. En 1920 fue elegido concejal en San Martín del Rey Aurelio, cargo que ostentó hasta 1924. Fue elegido de nuevo para formar parte de la corporación municipal en las elecciones de 1931 que dieron lugar a la proclamación de la República. Accedió en 1934 a diputado provincial. Fue detenido durante la revolución de 1934, torturado y encarcelado. Tras la amnistía de 1936, retomó su actividad en la diputación como vicepresidente de la gestora que la gobernaba.
Tras la toma de Asturias por las tropas sublevadas durante la Guerra Civil fue delegado del Consejo Soberano de Asturias y León y combatió como Mayor en el batallón Asturiano 215 en el sitio de Oviedo. Después huyó al interior de la región, convirtiéndose en un destacado maquis conocido como Cachupa, el poeta de la guerrilla. Fue capturado el 31 de octubre de 1941, juzgado en consejo de guerra sumarísimo y fusilado en febrero de 1942 en las tapias del cementerio de Gijón. En 2010 el ministerio de Justicia expidió una carta de reparación y reconocimiento personal en beneficio de Perfecto González por su persecución y muerte. Fue padre del periodista Ovidio Gondi, que vivió y murió en el exilio en México.